# Façana de la casa al carrer Montsolís, 12 (Sant Hilari Sacalm)
La Façana de la casa al carrer Montsolís, 12 és una obra noucentista de Sant Hilari Sacalm (Selva) inclosa a l'Inventari del Patrimoni Arquitectònic de Catalunya.

## Descripció
Façana d'un edifici entre mitgeres, situat al nucli urbà de Sant Hilari Sacalm, al carrer Montsolís número 12.
L'edifici, del qual només en resta la façana principal, constava de planta baixa i pis.
A la façana principal hi ha, a la planta baixa, la porta d'entrada en arc de llinda o arc pla al costat dret, sobre la qual hi ha una obertura protegida per una reixa de ferro forjat treballat. Al costat esquerre, una finestra rectangular vertical. Al costat d'aquesta, la porta d'un garatge en arc de llinda, i al costat esquerre, una finestra rectangular vertical, protegida amb una reixa de ferro forjat, que intuim seria igual que l'altra finestra rectangular del costat de la porta d'entrada, que ara es troba tapada. La porta d'entrada i la finestra que encara conserva la reixa de ferro forjat, estan emmarcades per unes pilastres estriades i coronades per un trencaaigües també estriat. Als dos vèrtex d'aquests emmarcaments, hi ha dues flors decoratives.
Al pis, que queda separat a la façana de la planta baixa per una cornissa motllurada, hi ha un balcó central amb llosana de pedra sostinguda per mènsules en forma de volutes, i amb barana de ferro forjat. A dreta i esquerra, dues finestres rectangulars allargades, amb barana de ferro forjat. Totes les oberures del pis estan emmarcades igual que les dues obertures de la planta baixa.
Cal destacar la cornissa que decora la façana. És de dues fileres, una amb motllures amb elements vegetals i l'altre és una mena de fris de dentells decorats amb elements vegetals.

## Història
Segons el registre cadastral l'edific data del 1900.